# 4 x 400 metros estafetas
4 x 400 metros estafetas (português europeu) ou revezamento 4 x 400 metros rasos (português brasileiro) é uma modalidade olímpica de atletismo, disputada por equipes de velocistas que correm cada um deles uma volta inteira na pista. Tradicionalmente, é a última prova em pista nos Jogos Olímpicos e em eventos de atletismo de nível internacional.

## História
Apesar do conceito da corrida em revezamento poder ser traçado desde a Grécia Antiga, onde bastões com mensagens em seu interior eram entregues através de uma série de correios, os estafetas, daí o seu nome no português europeu, o revezamento moderno descende das corridas de caridade organizadas pelos bombeiros de Nova York nos anos 1880, em que bandeirolas vermelhas eram entregues a cada 300 jardas.
O primeiro evento olímpico de revezamento foi introduzido nos Jogos de Londres 1908, mas foi disputada em duas "pernas" de 200 m, seguida de uma de 400 m e uma última de 800 m, completando quatro voltas no estádio e um total de 1600 metros. Foi assim disputada por velocistas e meio-fundistas. A prova, como é atualmente, foi introduzida para homens em Estocolmo 1912 e a primeira campeã olímpica foi a equipe dos Estados Unidos. No feminino, foi disputada pela primeira vez sessenta anos depois, em Munique 1972, e vencida pela equipe da ex-Alemanha Oriental. Com 17 das 21 medalhas olímpicas de ouro já disputadas, os Estados Unidos tem o domínio completo desta prova no masculino.
Os atuais campeões olímpicos são os Estados Unidos, tanto no masculino quanto no feminino; os recordes mundiais pertencem aos EUA no masculino e  à União Soviética no feminino.

## Regras
Quatro velocistas competem em equipe dando uma volta inteira na pista. A primeira volta é corrida dentro de raias pré-designadas, assim como a segunda, até começo da reta de chegada. A partir daí, sem mais raias demarcadas, os atletas disputam a prova juntos geralmente correndo na mesma raia, cada um deles sempre portando um bastão a ser entregue ao corredor posterior, que o recebe dentro da zona de troca, uma área de dez metros de comprimento marcada a partir da linha de chegada nas pistas de atletismo. Vence a equipe cujo último atleta cruzar a linha de chegada primeiro com o bastão nas mãos. 

## Recordes
De acordo com a Federação Internacional de Atletismo – IAAF.
Homens
| Recorde          | Marca   | País           | Atletas                                                         | Data           | Local      |
| Recorde mundial  | 2:54.29 | Estados Unidos | Andrew Valmon, Quincy Watts, Butch Reynolds, Michael Johnson    | 22 agosto 1993 | Stuttgart  |
| Recorde olímpico | 2:54.43 | Estados Unidos | Christopher Bailey, Vernon Norwood, Bryce Deadmon, Rai Benjamin | 10 agosto 2024 | Paris 2024 |

Mulheres
| Recorde          | Marca   | País                                        | Atletas                                                           | Data           | Local     |
| Recorde mundial  | 3:15.17 | União das Repúblicas Socialistas Soviéticas | Tatyana Ledovskaya, Olga Nazarova, Mariya Pinigina, Olga Bryzgina | 1 outubro 1988 | Seul      |
| Recorde olímpico | 3:15.17 | União das Repúblicas Socialistas Soviéticas | Tatyana Ledovskaya, Olga Nazarova, Mariya Pinigina, Olga Bryzgina | 1 outubro 1988 | Seul 1988 |

## Melhores marcas mundiais
As marcas abaixo são de acordo com a World Athletics.

### Homens
| Posição | Tempo   | País           | Atleta                                                            | Data            | Local     |
| ------- | ------- | -------------- | ----------------------------------------------------------------- | --------------- | --------- |
| 1       | 2:54.29 | Estados Unidos | Andrew Valmon, Quincy Watts, Butch Reynolds, Michael Johnson      | 22 agosto 1993  | Stuttgart |
| 2       | 2:54.43 | Estados Unidos | Christopher Bailey, Vernon Norwood, Bryce Deadmon, Rai Benjamin   | 10 agosto 2024  | Paris     |
| 3       | 2:54.53 | Botsuana       | Bayapo Ndori, Busang Kebinatshipi, Anthony Pesela, Letsile Tebogo | 10 agosto 2024  | Paris     |
| 4       | 2:55.39 | Estados Unidos | LaShawn Merritt, Angelo Taylor, David Neville, Jeremy Wariner     | 23 agosto 2008  | Pequim    |
| 5       | 2:55.56 | Estados Unidos | LaShawn Merritt, Angelo Taylor, Darold Williamson, Jeremy Wariner | 2 setembro 2007 | Osaka     |
| 6       | 2:55.70 | Estados Unidos | Michael Cherry, Michael Norman, Bryce Deadmon, Rai Benjamin       | 7 agosto 2021   | Tóquio    |
| 7       | 2:55.74 | Estados Unidos | Andrew Valmon, Quincy Watts, Steve Lewis, Michael Johnson         | 8 agosto 1992   | Barcelona |
| 8       | 2:55.83 | Reino Unido    | Alex H Wilson, Matthew Hudson-Smith, Lewis Davey, Charles Dobson  | 10 agosto 2024  | Paris     |
| 9       | 2:55.91 | Estados Unidos | Otis Harris, Derrick Brew, Jeremy Wariner, Darold Williamson      | 28 agosto 2004  | Atenas    |
| 10      | 2:55.99 | Estados Unidos | LaMont Smith, Alvin Harrison, Derek Mills, Anthuan Maybank        | 3 agosto 1996   | Atlanta   |

### Mulheres
| Posição | Tempo   | País                                        | Atleta                                                                     | Data           | Local     |
| ------- | ------- | ------------------------------------------- | -------------------------------------------------------------------------- | -------------- | --------- |
| 1       | 3:15.17 | União das Repúblicas Socialistas Soviéticas | Tatyana Ledovskaya, Olga Nazarova, Mariya Pinigina, Olga Bryzgina          | 1 outubro 1988 | Seul      |
| 2       | 3:15.27 | Estados Unidos                              | Shamier Little, Gabrielle Thomas, Sydney McLaughlin-Levrone, Alexis Holmes | 10 agosto 2024 | Paris     |
| 3       | 3:15.51 | Estados Unidos                              | Denean Howard, Diane Dixon, Valerie Brisco, Florence Griffith-Joyner       | 1 outubro 1988 | Seul      |
| 4       | 3:15.92 | Alemanha Oriental                           | Gesine Walther, Sabine Busch, Dagmar Rübsam, Marita Koch                   | 3 junho 1984   | Erfurt    |
| 5       | 3:16.71 | Estados Unidos                              | Gwen Torrence, Maicel Malone-Wallace, Natasha Kaiser, Jearl Miles          | 22 agosto 1993 | Stuttgart |
| 6       | 3:16.85 | Estados Unidos                              | Sydney McLaughlin, Allyson Felix, Dalilah Muhammad, Athing Mu              | 7 agosto 2021  | Tóquio    |
| 7       | 3:16.87 | Alemanha Oriental                           | Kirsten Emmelmann, Sabine Busch, Petra Müller, Marita Koch                 | 31 agosto 1986 | Stuttgart |
| 7       | 3:16.87 | Estados Unidos                              | DeeDee Trotter, Allyson Felix, Francena McCorory, Sanya Richards           | 11 agosto 2012 | Londres   |
| 9       | 3:17.79 | Estados Unidos                              | Talitha Diggs, Abby Steiner, Britton Wilson, Sydney McLaughlin             | 24 julho 2022  | Eugene    |
| 10      | 3:17.83 | Estados Unidos                              | Debbie Dunn, Allyson Felix, Lashinda Demus, Sanya Richards                 | 23 agosto 2009 | Berlim    |

## Melhores marcas olímpicas
As marcas abaixo são de acordo com o Comitê Olímpico Internacional – COI.

### Homens
| Posição | Tempo   | País           | Atleta                                                            | Medalha | Local                 |
| ------- | ------- | -------------- | ----------------------------------------------------------------- | ------- | --------------------- |
| 1       | 2:54.43 | Estados Unidos | Christopher Bailey, Vernon Norwood, Bryce Deadmon, Rai Benjamin   | ouro    | Paris 2024            |
| 2       | 2:54.53 | Botsuana       | Bayapo Ndori, Busang Kebinatshipi, Anthony Pesela, Letsile Tebogo | prata   | Paris 2024            |
| 3       | 2:55.39 | Estados Unidos | LaShawn Merritt, Angelo Taylor, David Neville, Jeremy Wariner     | ouro    | Pequim 2008           |
| 4       | 2:55.70 | Estados Unidos | Michael Cherry, Michael Norman, Bryce Deadmon, Rai Benjamin       | ouro    | Tóquio 2020           |
| 5       | 2:55.74 | Estados Unidos | Andrew Valmon, Quincy Watts, Steve Lewis, Michael Johnson         | ouro    | Barcelona 1992        |
| 6       | 2:55.83 | Reino Unido    | Alex H Wilson, Matthew Hudson-Smith, Lewis Davey, Charles Dobson  | bronze  | Paris 2024            |
| 7       | 2:55.91 | Estados Unidos | Otis Harris, Derrick Brew, Jeremy Wariner, Darold Williamson      | ouro    | Atenas 2004           |
| 8       | 2:55.99 | Estados Unidos | LaMont Smith, Alvin Harrison, Derek Mills, Anthuan Maybank        | ouro    | Atlanta 1996          |
| 10      | 2:56.16 | Estados Unidos | Vincent Matthews, Ron Freeman, Larry James, Lee Evans             | ouro    | Cidade do México 1968 |
| 10      | 2:56.16 | Estados Unidos | Danny Everett, Steve Lewis, Kevin Robinzine, Butch Reynolds       | ouro    | Seul 1988             |

### Mulheres
| Posição | Tempo   | País                                        | Atleta                                                                         | Medalha | Local            |
| ------- | ------- | ------------------------------------------- | ------------------------------------------------------------------------------ | ------- | ---------------- |
| 1       | 3:15.17 | União das Repúblicas Socialistas Soviéticas | Tatyana Ledovskaya, Olga Nazarova, Mariya Pinigina, Olga Bryzgina              | ouro    | Seul 1988        |
| 2       | 3:15.27 | Estados Unidos                              | Shamier Little, Gabrielle Thomas, Sydney McLaughlin-Levrone, Alexis Holmes     | ouro    | Paris 2024       |
| 3       | 3:15.51 | Estados Unidos                              | Denean Howard, Diane Dixon, Valerie Brisco-Hooks, Florence Griffith-Joyner     | prata   | Seul 1988        |
| 4       | 3:16.85 | Estados Unidos                              | Sydney McLaughlin, Allyson Felix, Dalilah Muhammad, Athing Mu                  | ouro    | Tóquio 2020      |
| 5       | 3:16.87 | Estados Unidos                              | DeeDee Trotter, Allyson Felix, Francena McCorory, Sanya Richards-Ross          | ouro    | Londres 2012     |
| 6       | 3:18.29 | Estados Unidos                              | Lillie Leatherwood, Sherri Howard, Valerie Brisco-Hooks, Chandra Cheeseborough | ouro    | Los Angeles 1984 |
| 6       | 3:18.29 | Alemanha Oriental                           | Dagmar Rübsam, Kirsten Emmelmann, Sabine Busch, Petra Müller                   | bronze  | Seul 1988        |
| 8       | 3:18.54 | Estados Unidos                              | Mary Wineberg, Allyson Felix, Monique Henderson, Sanya Richards                | ouro    | Pequim 2008      |
| 9       | 3:19.01 | Estados Unidos                              | DeeDee Trotter, Monique Henderson, Sanya Richards, Monique Hennagan            | ouro    | Atenas 2004      |
| 10      | 3:19.06 | Estados Unidos                              | Courtney Okolo, Natasha Hastings, Phyllis Francis, Allyson Felix               | ouro    | Rio 2016         |

## Marcas da lusofonia
| País                | Masculino | Atleta                            | Ano  | Local       | Feminino | Atleta                            | Ano  | Local     |          |
| Brasil              | 2:58.56   | Araújo, Parrela, Quirino, Santos  | 1999 | Winnipeg    | 3:26.68  | Coutinho, Oliveira, Sousa, Lima   | 2011 | São Paulo | [ 9 ]    |
| Portugal            | 3:05.48   | Silva, Abrantes, Reis, Rodrigues  | 1995 | Fukuoka     | 3:29.38  | Moreira, Coelho, Amaral, Jardim   | 1992 | Barcelona | [ 10 ]   |
| Moçambique          | 3:08.95   | Loforte, Gonçalo, Titos, Pereira  | 1984 | Los Angeles | 3:47.6   | não especificado                  | 2005 | Harare    | :658,793 |
| Angola              | 3:12.92   | Macamba, Falcão, Capindica, Paulo | 1991 | Al-Qahira   | 4:06.4   | Machado, André, Xavier, Sepulveda | 1981 | Luanda    | [ 12 ]   |
| Cabo Verde          | 3:20.62   | Moniz, Évora, Alves, Freire       | 2014 | Bambolim    |          | sem registro                      |      |           | :657     |
| São Tomé e Príncipe | 3:20.70   | Lombá, Paraiso, Lima, Duarte      | 1981 | Luanda      | 4:06.14  | Santo, Quaresma, Bonfim, Leal     | 2009 | Lisboa    | :659     |
| Guiné-Bissau        | 3:28.69   | não especificado                  | 2007 | Bissau      | 4:21.09  | não especificado                  | 2007 | Bissau    | :657     |